# Soriano nel Cimino
Soriano nel Cimino là một thị xã thuộc tỉnh Viterbo, Lazio, Italia. Thị xã có diện tích 78,48 km2, dân số năm 2007 là 8572 người.

## Hình ảnh

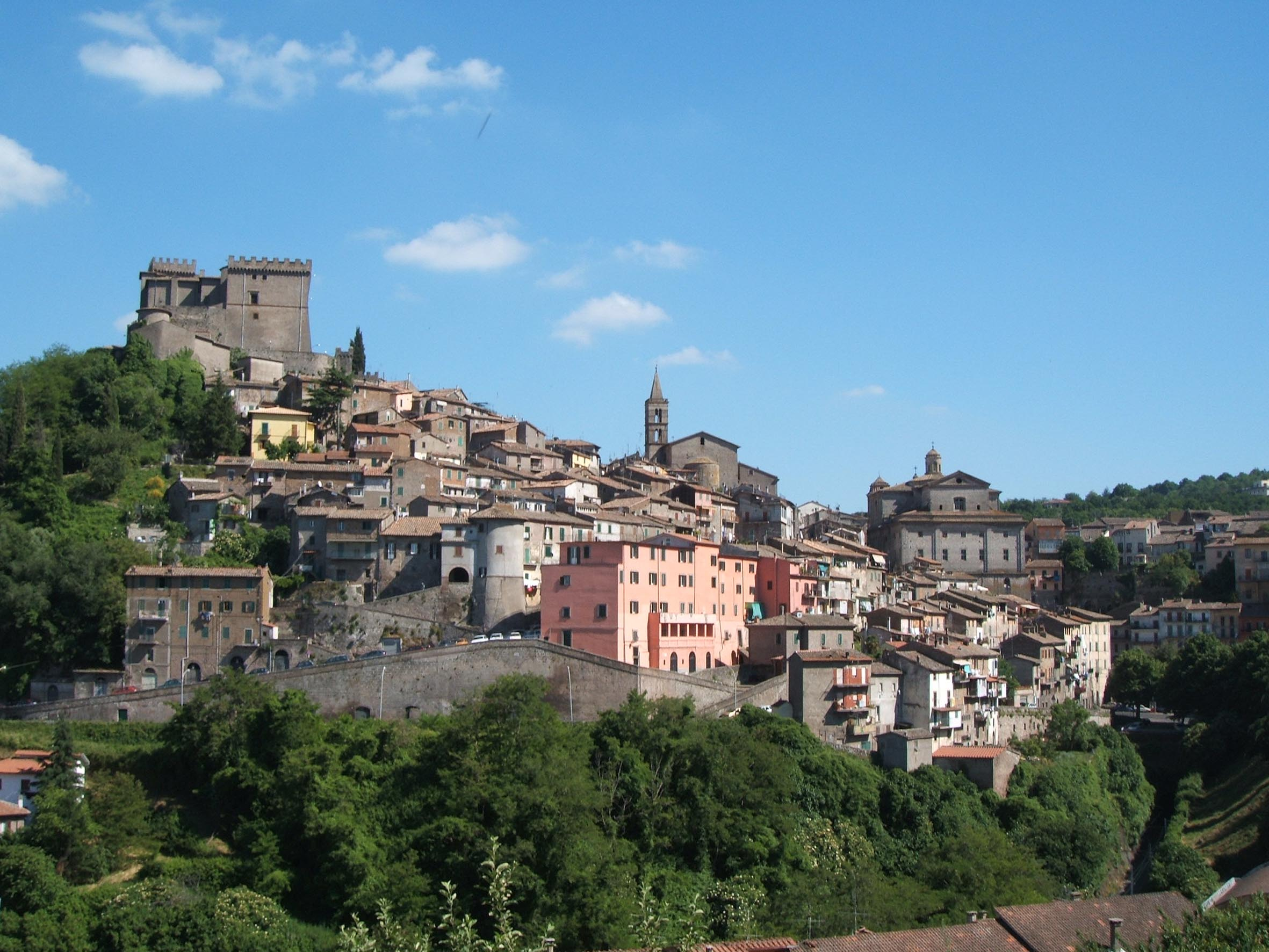
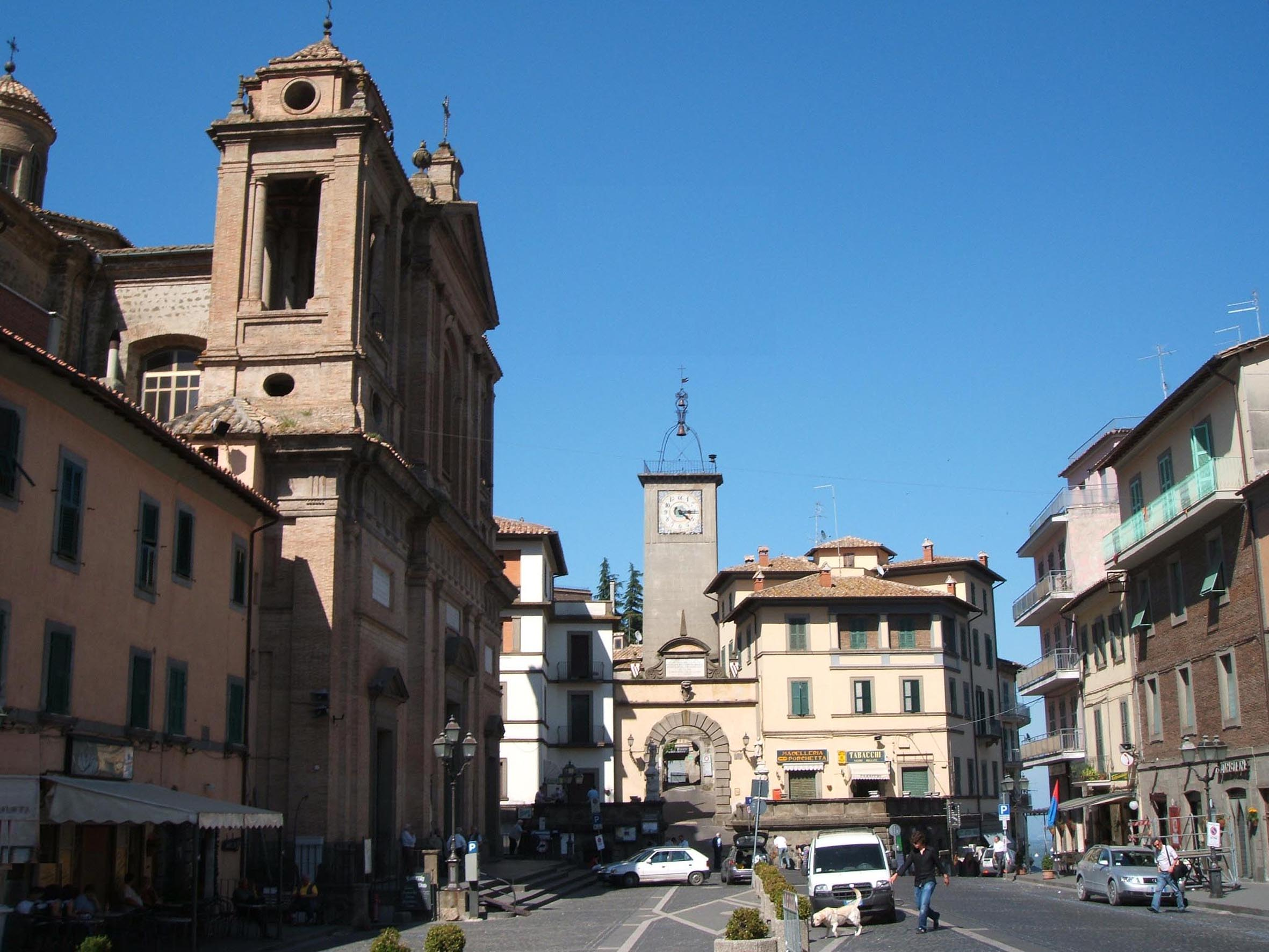
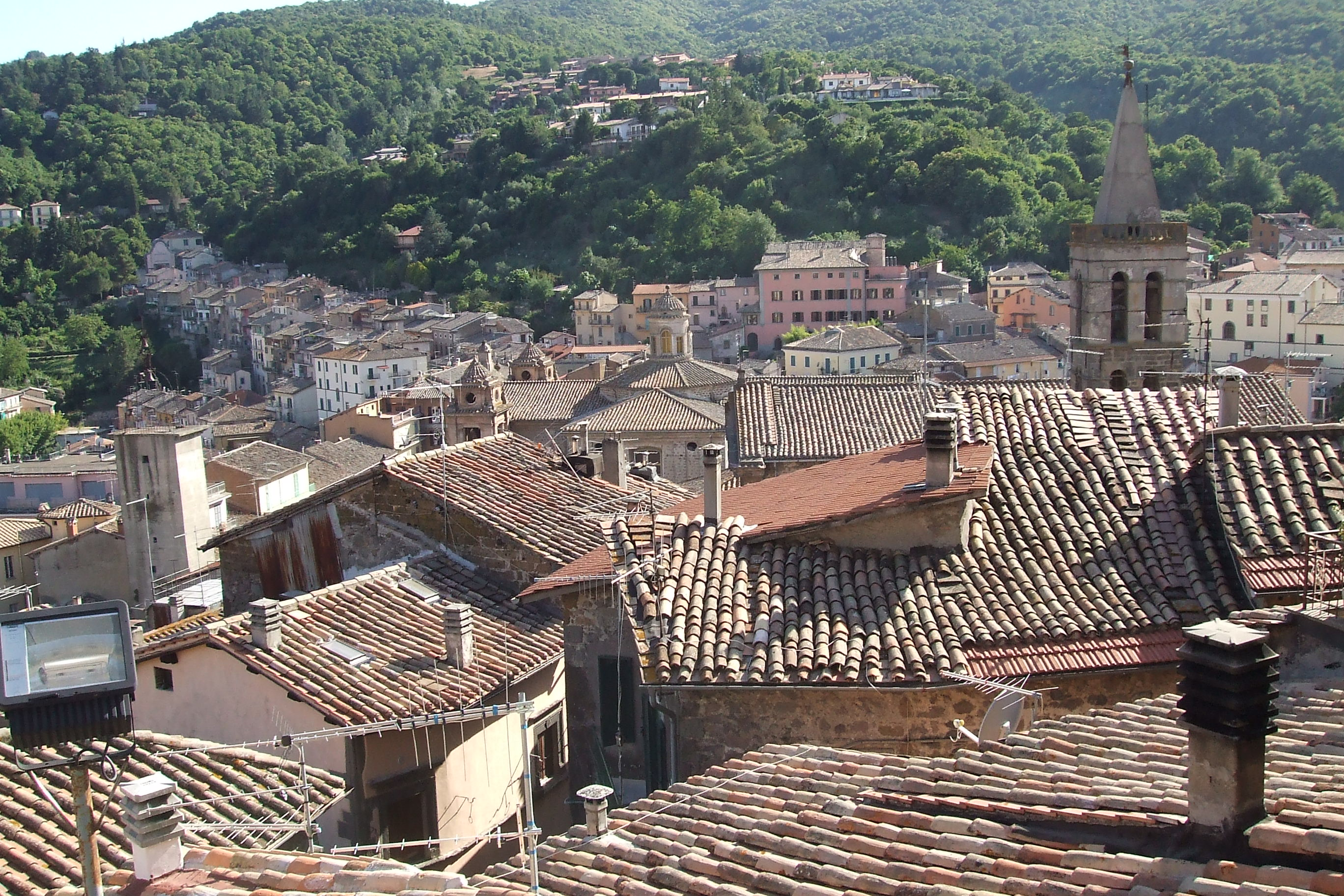
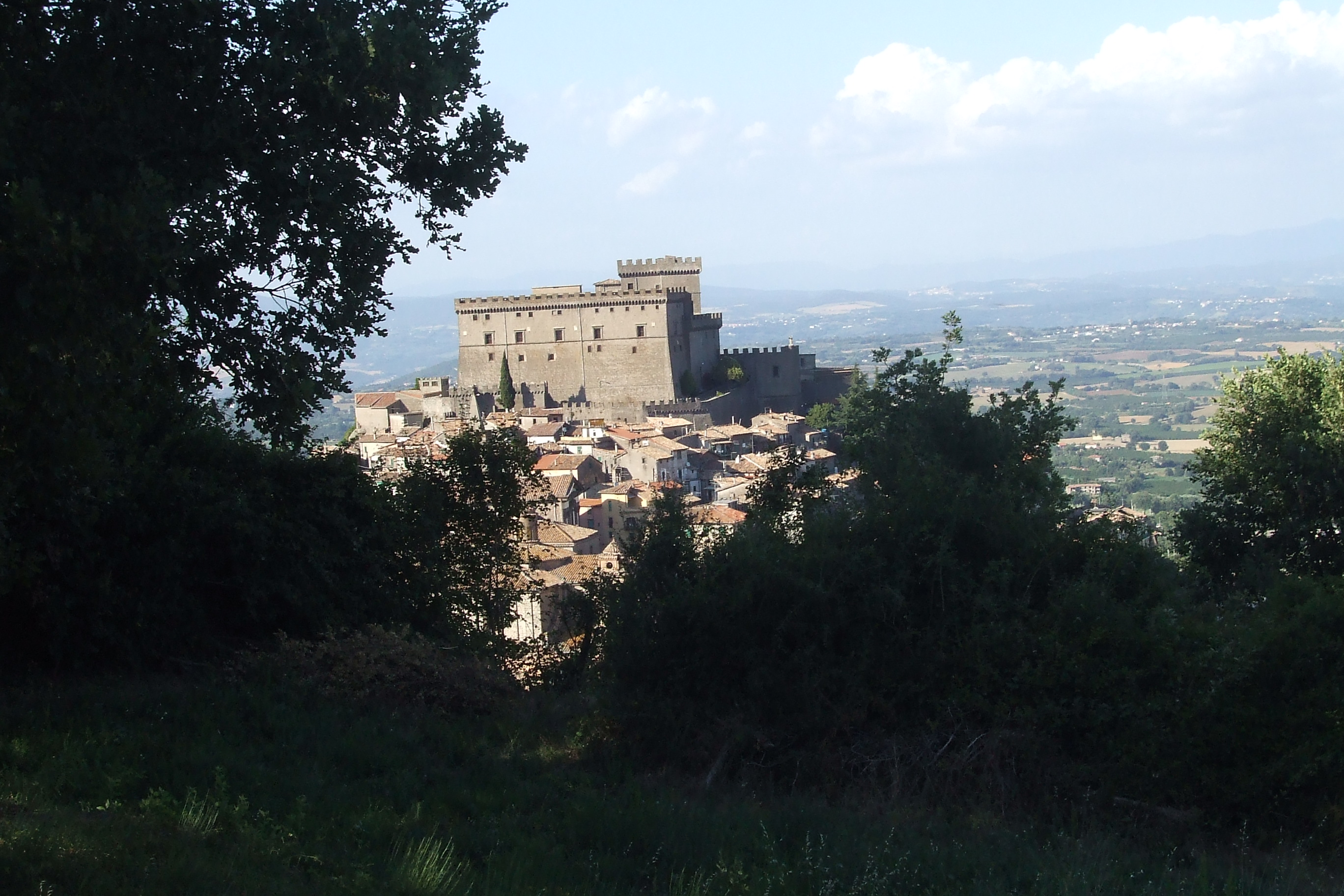

==Tham khảo==